# Barbera d'Alba superiore
La Barbera d'Alba superiore è un vino DOC la cui produzione è consentita nella provincia di Cuneo. Si differenzia dalla Barbera d'Alba per i titoli alcolometrici leggermente superiori e per l’impossibilità di utilizzare altri vitigni all’infuori della Barbera.

## Caratteristiche organolettiche
- colore: rosso rubino da giovane, con tendenza al rosso granato dopo l'invecchiamento.
- odore: vinoso intenso caratteristico.
- sapore: asciutto, di corpo, di acidità abbastanza spiccata, leggermente tannico. dopo invecch. gusto pieno.

## Abbinamenti consigliati
Antipasti di salumi, primi piatti con sughi di carne e/o funghi; secondi di carne: brasati, arrosti, stufati, bolliti. Preparazioni di carne e tartufo.

## Produzione
Provincia, stagione, volume in ettolitri
- nessun dato disponibile